# Malosco
Malosco es una localidad italiana, perteneciente al municipio de Borgo d'Anaunia de la provincia de Trento, región de Trentino-Alto Adigio, con 419 habitantes.
Fue un municipio independiente hasta el 31 de diciembre de 2019, en que fue disuelto y pasó a formar parte del municipio de Borgo d'Anaunia.

## Evolución demográfica
| Gráfica de evolución demográfica de Malosco entre 1861 y 2001 |
|                                                               |
| Fuente ISTAT - elaboración gráfica de Wikipedia               |